# Saxophone piccolo
Le saxophone piccolo ou sopranissimo ou soprillo est un instrument de musique, le plus aigu de la famille des saxophones, mis au point par le facteur allemand Benedikt Eppelsheim en 2002.

## Le plus petit de tous les saxophones
Il s'agit du plus petit saxophone réalisé à ce jour, il est en si{\displaystyle \flat } et il mesure la moitié de la longueur d'un saxophone soprano. Son clétage[Quoi ?] est limité au mi{\displaystyle \flat } aigu[Lequel ?], mais un système de doigtés peut lui permettre d'atteindre le fa{\displaystyle \sharp } aigu[Lequel ?].
La justesse de cet instrument reste particulièrement difficile à maîtriser dans le registre aigu, en raison de ses proportions, mais il possède une personnalité et un timbre tout à fait singuliers[réf. nécessaire].

## Un instrument très particulier
Comme tous les saxophones de tessiture aigüe, sa sonorité est puissante et peut fort bien s'adapter au jeu en extérieur. Il peut également produire des sons très doux, dans des registres difficiles à maîtriser par d'autres instruments à vent[Quoi ?].
Parmi les curiosités liées à sa taille, la 2e clé d'octave se trouve sur le bec. Celui-ci est en général conçu sur la base d'un bec de saxophone sopranino un peu raccourci.
De même, les anches de saxophone sopranino doivent être légèrement raccourcies pour s'adapter.
Il n'en existe à ce jour qu'un nombre limité d'exemplaires en circulation dans le monde[réf. nécessaire].